# Хуан Анхель Аріас Бокін
Хуан Анхель Аріас Бокін (1859—1927) — президент Гондурасу від 1 лютого до 13 квітня 1903 року.

## Життєпис
Мануель Бонілья здобув перемогу на виборах 1902 року, проте конгрес не надав йому президентські права, оскільки він був «поза законом». Хуан Анхель Аріас Бокін посів на виборах друге місце й, коли закінчився термін повноважень президента Сьєрри, Конгрес оголосив президентом Аріаса. Після двох із половиною місяців перебування на посту глави держави, генерал Бонілья усунув його від влади та ув'язнив.